# Komitet osiedlowy
Komitet osiedlowy – organ wykonawczy samorządu mieszkańców osiedla w polskich miastach w latach 1958–1990.
W latach 1958–1990 jednostkami samorządu mieszkańców miast mogły być osiedla, obwody i domy wielorodzinne (bloki). Głównym rodzajem jednostki samorządu mieszkańców miast było osiedle, posiadające dwa organy: 1) zebranie mieszkańców osiedla (lub konferencja delegatów osiedla), jako organ stanowiący i kontrolny oraz 2) komitet osiedlowy, jako organ wykonawczy. Na czele komitetu osiedlowego stał jego przewodniczący, który reprezentował osiedle na zewnątrz, organizował prace komitetu osiedlowego, przewodniczył zebraniom mieszkańców osiedla (konferencji delegatów osiedla) i brał udział z głosem doradczym w sesjach miejskiej rady narodowej. 
W 1990 r. osiedla jako jednostki organizacyjne samorządu mieszkańców miast zostały zastąpione przez osiedla (dzielnice), jako jednostki pomocnicze gmin miejskich, komitety osiedlowe – przez zarządy osiedli (dzielnic), a przewodniczący komitetów osiedlowych – przez przewodniczących zarządów osiedli (dzielnic) i przewodniczących rad osiedli (dzielnic).